# Тамаровский, Пётр Степанович
Пётр Степанович Тамаровский (1890, Приморско-Ахтарск, Кубанская область — 1948) — советский хозяйственный, государственный и политический деятель.

## Биография
Родился в 1890 году в станице Приморско-Ахтарской в семье казака-хлебопашца.
Участник первой мировой войны. В 1918 году вернулся в родную станицу Приморско-Ахтарскую и вступил в 4-й Ахтарский революционный полк. Член ВКП(б) с 1919 года.
С 1919 года — на хозяйственной, общественной и политической работе. В 1910—1948 гг. — в хозяйстве отца, крестьянин, в рядах Красной Армии, начальник рабоче-крестьянской милиции в станице Приморско-Ахтарской, председатель коммуны «Красный боец», делегат Первого Всесоюзного съезда колхозников-ударников, председатель колхоза «Красный боец», в эвакуации, председатель колхоза «Красный боец».
Избирался депутатом Верховного Совета СССР 2-го созыва.
Умер весной 1948 года.
В честь Петра Степановича назван населённый пункт Хутор имени Тамаровского Бриньковского сельского поселения Приморско-Ахтарского района Краснодарского края.